# Marie Podvalová
Marie Podvalová (5. září 1909, Čakovice – 16. května 1992, Praha) byla česká operní pěvkyně, sopranistka, dlouholetá sólistka Opery Národního divadla v Praze (1937–1978), která se proslavila především jako vynikající představitelka kněžny Libuše ve stejnojmenné opeře Bedřicha Smetany.

## Život
Již od dětství se učila hře na housle a klavír a hrála ochotnicky divadlo. Zpěv studovala nejprve soukromě u A. Fassatiové, od roku 1933 pak na Pražské konzervatoři u Doubravky Branbergerové a Pavla Dědečka. Základy herectví získala u Ferdinanda Pujmana. Po ukončených studiích zpěvu na konzervatoři v letech 1935–1937 působila v brněnské opeře, odkud z podnětu dirigenta Václava Talicha v roce 1937 přešla do pražského Národního divadla. Jednalo se o zpěvačku s fenomenálním hlasovým projevem, který se skvěle hodil pro náročné dramatické role, její krásný hlas se v jejím případě vzácně snoubil s výrazným hereckým nadáním a velice působivým osobním zjevem.
Získala nejvyšší umělecká ocenění – národní umělkyně Československa a národní umělkyně Sovětského svazu.
Spolupracovala také s Československým rozhlasem, věnovala se koncertní činnosti, natočila řadu gramofonových snímků, vystupovala v televizi a ve filmu.
Jejím manželem byl redaktor a básník Zdeněk Kriebel, původním povoláním právník. Společně byli pohřbeni do hrobky na Vyšehradě, s postavou Krista z carrarského mramoru. Před rokem 2000 byl hrob vykopán a proměněn na „rodinu Janečkovu“ a její ostatky byly převezeny na hřbitov v Tišicích.

## Ocenění
- 1949, 1952 Státní cena
- 1958 titul zasloužilá umělkyně
- 1960 titul národní umělkyně Československa
- 1960 titul národní umělkyně Sovětského svazu
- 1979 Řád práce

## Fotogalerie

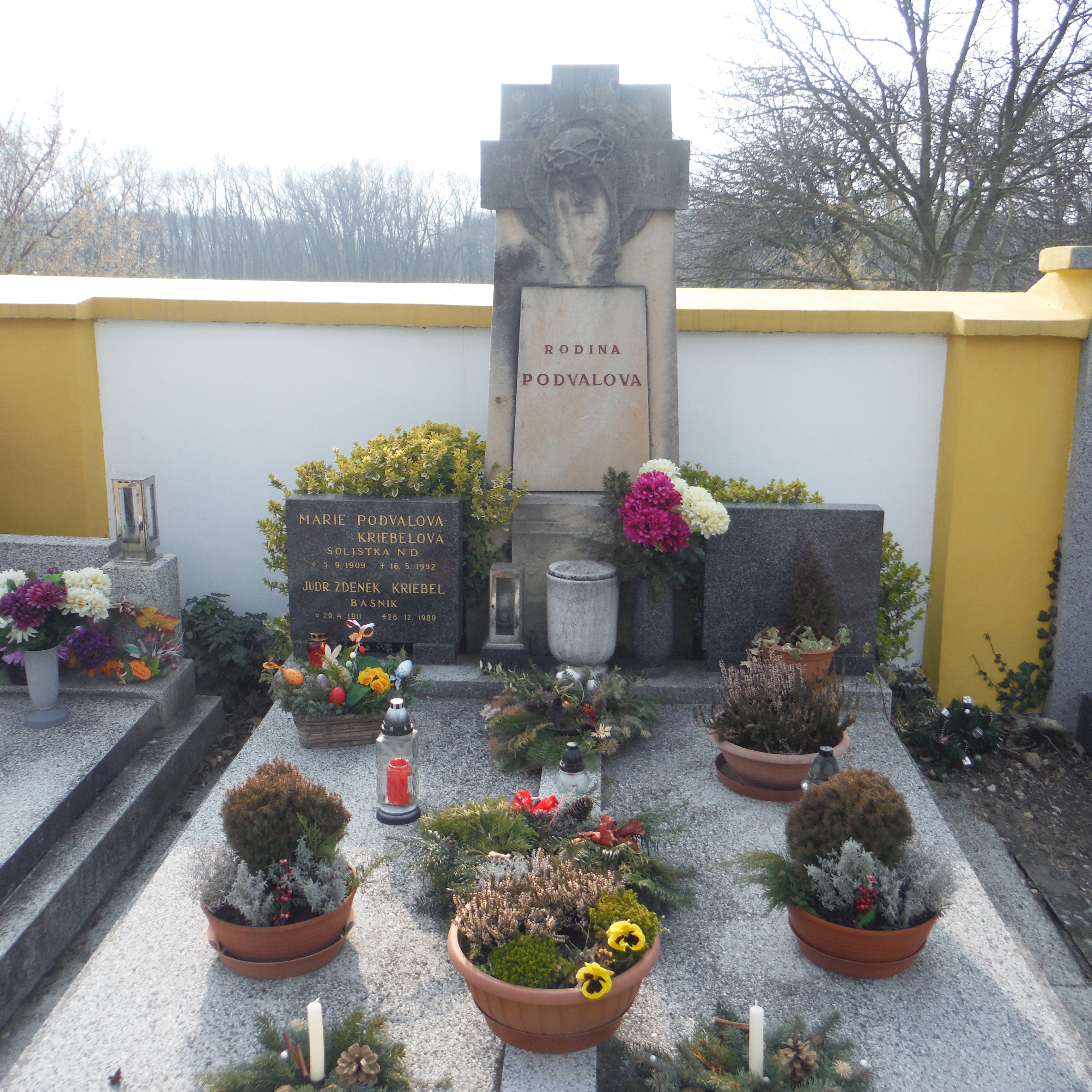
Rodinný hrob v Tišicích
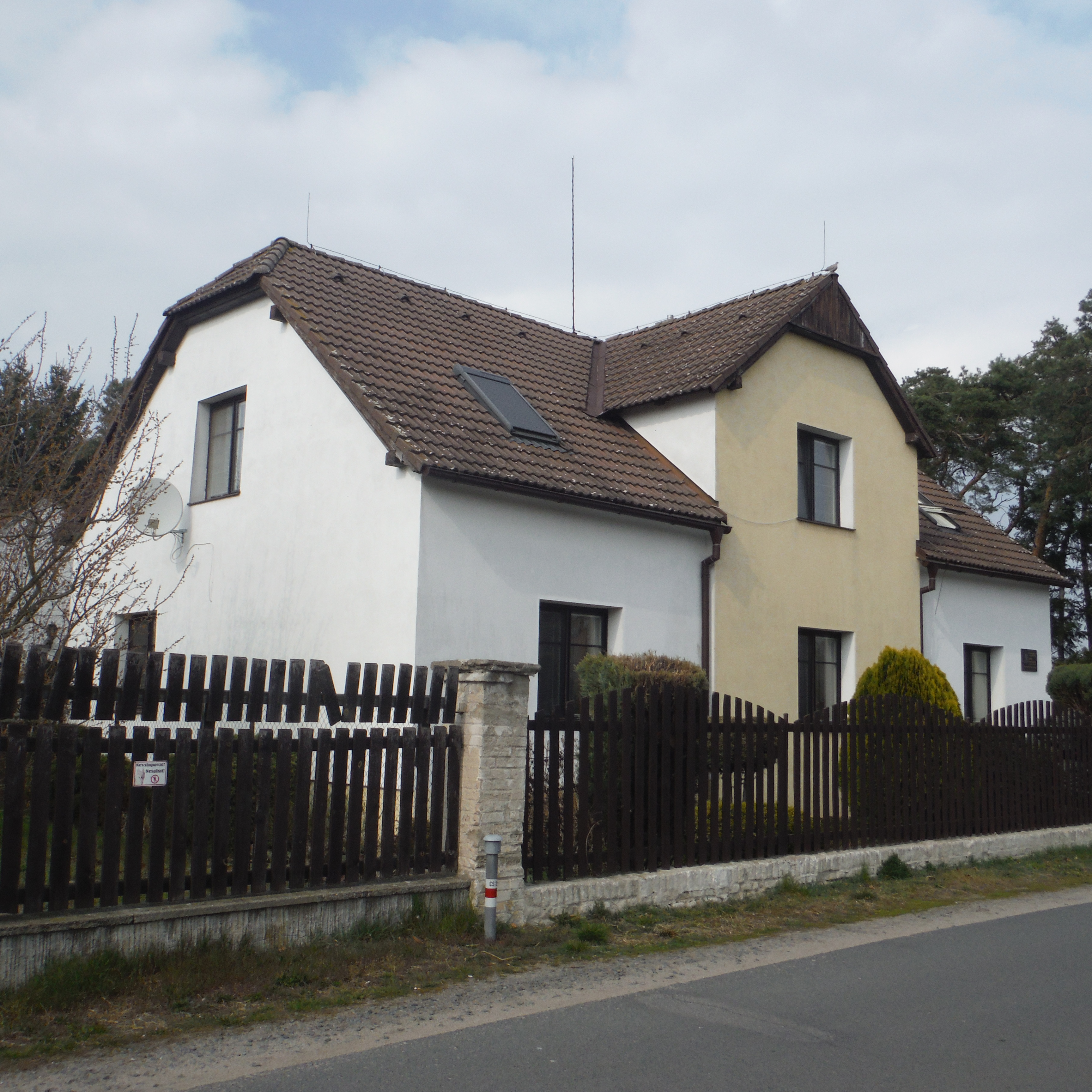
Dům, kde žila Marie Podvalová v Tišicích
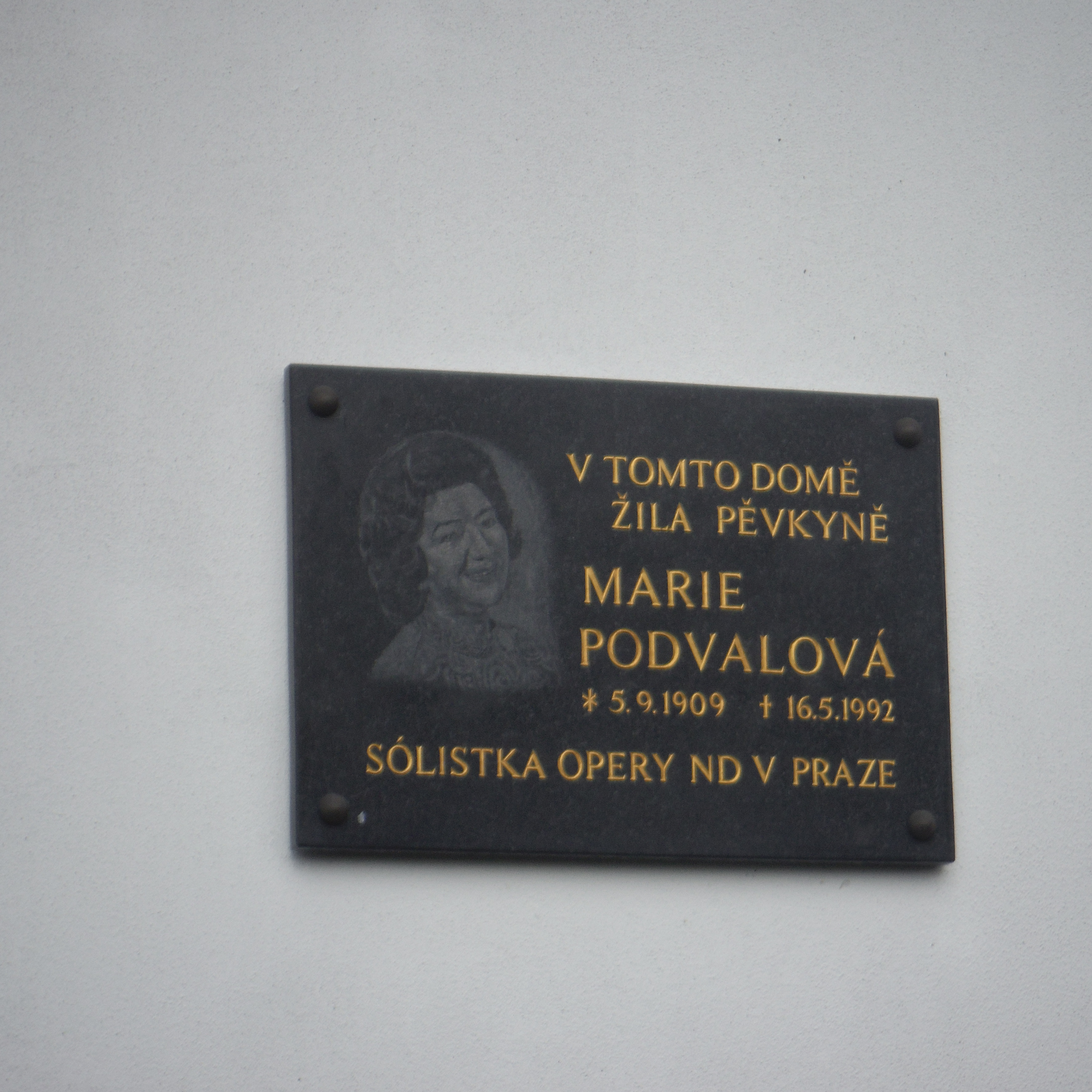
Pamětní deska Marie Podvalové v Tišicích u Neratovic